# Federació Catalana de Piragüisme
La Federació Catalana de Piragüisme és l'organisme rector que ordena, impulsa i dirigeix tota l'activitat esportiva del piragüisme a Catalunya. Forma part de la Unió de Federacions Esportives de Catalunya.

## Història
A mitjan anys trenta del segle xx, el Kayak Club de Catalunya que tenia la seu a Barcelona, fomentava aquest esport fent travessies pel riu Ebre i el litoral barceloní, i fins i tot va iniciar les gestions per inscriure's a la Federació Internacional. El desenvolupament del piragüisme català, però, es va frenar amb l'esclat de la Guerra Civil, fins que el 1954 es va obrir la primera delegació federativa de piragüisme a Lleida, quan aquest esport encara estava regulat per la Federació Catalana de Rem. La Federació Catalana de Piragüisme no es va crear fins al 1981 sota la presidència de Josep Maria March i no va quedar constituïda oficialment amb les quatre federacions provincials fins al 1984. De Lleida van sorgir els primers grans campions com Quimet Larroya, que va ser el primer palista català que va participar en uns Jocs Olímpics a Roma 1960 i va guanyar diversos títols de campió d'Espanya, durant els anys seixanta, o Josep Biosca com a directiu i fundador del Ral·li Internacional Turístic i Esportiu de la Noguera Pallaresa a Sort, on es va desenvolupar una gran afició a les aigües braves a través del Club Piragüista Vilamfror (actual Associació Esportiva Pallars). L'afició va anar creixent i l'any 1991 va desembocar en la construcció del Parc Olímpic del Segre a la confluència dels rius Segre i Valira a la Seu d'Urgell. El Parc del Segre va ser l'escenari de les proves d'eslàlom dels Jocs Olímpics de Barcelona 1992, que tornaven al programa olímpic després d'haver-se celebrat per darrera vegada a Munic 1972. Des En el canal del Parc Olímpic del Segre, a la Seu d'Urgell, s'hi pot practicar el piragüisme en aigües braves, i en el Canal Olímpic de Castelldefels, per aigües tranquil·les. Organitza totes les competicions catalanes de les diverses modalitats i també coordina les competicions de caràcter internacional que tenen lloc a Catalunya. En el decurs de la seva història, la federació ha coorganitzat, juntament amb les federacions espanyola i internacional, molts gran campionats, com els Campionats d'Espanya a l'estany de Banyoles, el 1959, els darrers que es van fer conjuntament amb els de rem, els Mundials d'aigües braves de 1999 i 2009 a la Seu d'Urgell, una dotzena de proves de la Copa del Món en el mateix escenari, un Mundial de descens d'aigües braves a Sort i un Mundial de marató a Banyoles. També disposa d'una Escola Catalana pròpia amb seu a Lleida i dues més gestionades pel Reial Club Nàutic Tarragona a Tarragona i el Club Nàutic Bétulo a Badalona. Al mateix temps, també té Centres de Tecnificació a molts altres indrets, com la Seu d'Urgell, Sort, Lleida, Banyoles o Deltebre. S'estructura en les diverses disciplines i especialitats següents: aigües tranquil·les, aigües braves, descens en bot de competició (ràfting), caiac polo, hidrotrineu (hidrospeed), estil lliure (rodeo) i caiac de mar. Col·labora amb els centres de tecnificació i el Programa ARC per a la formació d'esportistes d'alt nivell. També organitza cursos de formació per a tècnics i àrbitres.

## Presidents

### Ángel Fuembuena Comín (1959-1964)
Periodista nascut a Saragossa, va anar a viure a Lleida poc després d'acabada la Guerra Civil i allà va treballar com a redactor esportiu del diari La Mañana. Va ser el primer president de la Federació Lleidatana de Piragüisme, que en la pràctica feia les funcions de Federació Catalana perquè era l'única que existia a Catalunya quan el 1959 es va fundar la Federació Espanyola de Piragüisme, a la qual va quedar afiliada.

### Josep Biosca Tomàs (1964-1978)
Expert en piragüisme d'aigües braves i autor de la primera carta nàutica esportiva fluvial d'Espanya, va ser també president del Comitè Nacional Tècnic de Turisme Nàutic, president de la Comissió Nacional d'Eslàlom de la Federació Espanyola de Piragüisme, de la junta directiva de la qual va formar part, i membre de la Comissió de Turisme de la Federació Internacional de Piragüisme. Va accedir a la presidència el 1964, any en què va fundar el Ral·li Internacional de la Noguera Pallaresa que es disputa a Sort, el més antic d'aigües braves de l'estat espanyol.

### Eliseu Gairí Enfont (1978-1981)
Va practicar des de jove el piragüisme amb l'Huracans i l'any 1960 va ser preseleccionat per als Jocs Olímpics de Roma. Una vegada retirat, va ser entrenador, delegat de la secció de piragüisme de l'Huracans i vocal de la junta directiva del club, i posteriorment va ser un dels fundadors i president del Club Nàutic Lleida, així com director tècnic del Ral·li Turístic-Esportiu de la Noguera Pallaresa. Al principi dels anys 70 va entrar a la Federació Lleidatana, de la qual es va convertir en president el 1978.

### Josep Maria March Pàmpols (1981-1986)
Va ser el primer campió d'Espanya d'aigües braves el 1965 i va pertànyer al Club Esportiu Huracans i al Club Nàutic Lleida, també va destacar en la seva joventut com a jugador de tennis de taula amb el CD Antorcha i va practicar el tir olímpic.Excampió d'Espanya de descens en aigües braves l'any 1965, va ser el darrer president de la Federació Lleidatana de Piragüisme i el primer de la Catalana quan aquesta es va crear finalment al principi de 1982. Des del seu càrrec de president va ser un dels principals valedors perquè la candidatura de Barcelona als Jocs Olímpics de Barcelona de 1992 inclogués les proves de piragüisme en aigües braves a les comarques de Lleida. Finalment va assolir el seu objectiu, ja que el Parc del Segre de la Seu d'Urgell va acollir les proves olímpiques d'eslàlom.

### Juli Suau Farré (1986-1992 i 2000-2004)
Va practicar la natació, la lluita lliure i l'hoquei sobre patins, esport en el qual la temporada 1954-55 va jugar a la màxima categoria com a porter del Club Llista Blava de Lleida. Va començar a practicar el piragüisme el 1960, el 1961 es va treure el títol de tècnic de tercera, el 1962 el de segona, el 1977 el de primer nivell, i el 1985 el d'entrenador nacional. El 1986 va arribar a la presidència de la federació i la va ocupar durant set anys en una primera etapa, en la qual també va ser vicepresident de la Federació Espanyola. Després dels Jocs Olímpics de 1992 va deixar-la i va fundar el Club Piragüisme Pardinyes de Lleida, però el 2000 va tornar a presentar-se a les eleccions i va viure una segona etapa de president fins al 2004.

### Xavier Balet Farré (1992-2000)
Del 1973 al 1980 va ser jugador del Club Bàsquet Manresa i des de 1987 fins a 1992 va presidir el Centre Excursionista Comarca del Bages. Va practicar piragüisme en l'especialitat de marató i a entrar a la federació com a membre del Comitè d'Eslàlom i el 1992 va accedir a la presidència, durant el seu mandat va ser el vicepresident del Comitè Organitzador del Campionat del Món d'Eslàlom que es va celebrar el 1999 a la Seu d'Urgell.

### Carme Adell Argilés(2004-2008)
Primer palista i posteriorment entrenadora. Llicenciada en educació física i màster en activitats físiques adaptades, va ser entrenadora de l'equip estatal femení, directiva de la Federació Espanyola de Piragüisme durant la presidència de Manuel Fonseca, i professora de l'assignatura de caiac de mar de l'Escola Nacional Espanyola d'Entrenadors de Piragüisme. El 30 d'octubre de 2004 es va convertir en la nova presidenta de la Federació.

### Josep Pintado González (2008)
Va practicar el piragüisme des dels quinze anys, primer en el Sícoris Club i després en el Club Nàutic Lleida, i posteriorment ho va seguir fent en competicions de veterans. Va ocupar la presidència un breu període de només quatre mesos, des de juny de 2008, quan va ser elegit, fins al mes d'octubre del mateix any, quan va dimitir per motius personals. Malgrat la brevetat del seu mandat, va viure la medalla d'or del lleidatà Saúl Craviotto als Jocs Olímpics de Pequín 2008, la reinauguració de l'Escola de Piragüisme de Sort, la nova estructura de tecnificació en aigües tranquil·les amb el Centre Català a Amposta i el Premundial d'eslàlom a la Seu d'Urgell.

### Joan Ignasi Rosell Urrutia (2008-)
Va practicar el piragüisme de jove i ja havia format part de la junta directiva de la federació, primer com a secretari sota la presidència de Carme Adell i després com a vicepresident amb Josep Pintado. Entre altres càrrecs, també tenia el de vocal de la Federació Espanyola de Piragüisme. Durant els seus primers quatre anys de mandat van destacar les grans competicions internacionals disputades a Catalunya, com els Campionats del Món i d'Europa d'eslàlom i dues proves de la Copa del Món disputades al Parc Olímpic de la Seu d'Urgell, el Campionat del Món de descens d'aigües braves disputat a Sort i el Campionat del Món de marató a Banyoles.